# Koobi Fora
Koobi Fora is een archeologische vindplaats aan de oostzijde van het Turkanameer in Kenia. Richard Leakey was de eerste die hier opgravingen deed en hij vond er meer dan 400 fossielen. Tot de vondsten behoren resten van vroege mensachtigen zoals Australopithecus, Paranthropus en Homo.
Nergens anders ter wereld zijn zulke gevarieerde vondsten van mensachtigen gedaan. Er is een compleet skelet gevonden, verder schedels, onderkaken, fragmenten van armen en benen en veel tanden. Er werden ook rolsteenwerktuigen gevonden waarmee vlees van botten kon worden geschraapt. De bekendste vondst is die van Homo habilis, die wordt beschouwd als een directe voorouder van de moderne mens en 2 Ma geleden leefde.